# قلمرو ذخیره سرخپوستان (۱۷۶۳)
"قلمرو ذخیره سرخ‌پوستان" اصطلاح تاریخی برای سرزمین عمدتا مستعمره نشین آمریکای شمالی است که توسط پادشاهی فرانسه ادعا شده بود، از طریق معاهده پاریس (۱۷۶۳) در پایان جنگ هفت ساله به بریتانیا واگذار شد - همچنین به عنوان فرانسوی و جنگ سرخ‌پوستان - و در اعلامیه سلطنتی ۱۷۶۳ برای اقوام اولیه کانادا  کنار گذاشته شد.  دولت بریتانیا در اندیشه ایجاد یک کشور مانع سرخ‌پوستان در قسمتی از ذخیره غرب قله های آپالاچی و محدود به رودهای اوهایو و می سی سی پی و دریاچه های بزرگ بود. مقامات انگلیسی خواهان ایجاد چنین دولتی بودند حتی پس از واگذاری منطقه به ایالات متحده در پیمان پاریس (۱۷۸۳) با پایان دادن به جنگ انقلابی آمریکا، اما در سال ۱۸۱۴ پس از از دست دادن کنترل نظامی منطقه در جنگ ۱۸۱۲، تلاش خود را رها کردند 
در ایالات متحده امروزی، این منطقه شامل تمام قلمروهای شمال فلوریدا و نیواورلئان است که که در شرق رودخانه می سی سی پی و غرب تقسیم قاره شرقی در کوههای آپالاچی قرار داشت که قبلاً نیمه شرقی لوئیزیانا (فرانسه جدید) را شامل می‌شد. در کانادای امروزی، این کشور شامل تمام سرزمین های بلافاصله در شمال دریاچه های بزرگ اما در جنوب سرزمین روپرت متعلق به شرکت خلیج هادسون، و همچنین یک حائل بین استان کانادا و سرزمین روپرت از دریاچه نیپیسینگ تا نیوفاندلند بود.
اعلامیه سلطنتی ۱۷۶۳ بسیاری از دستاوردهای ارضی جدید را در سه مستعمره در آمریکای شمالی - فلوریدا شرقی، فلوریدا غربی و کبک - روی کاغذ سازماندهی کرد. بقیه قلمرو گسترش یافته بریتانیا به بومیان آمریکا واگذار شد. ترسیم شکاف شرقی، به دنبال رگه آلگنی در آپالاچی ، محدودیت شهرک سازی بریتانیا را در پیمان ۱۷۵۸ ایستون، قبل از جنگ پونتیاک تایید کرد. علاوه بر این، همه مهاجران اروپایی در این سرزمین (که اکثراً فرانسوی بودند) باید قلمرو را ترک کرده یا اجازه اقامت رسمی را دریافت می کردند. بسیاری از مهاجران به نیواورلئان و سرزمین فرانسه در سمت غربی می سی سی پی (به ویژه سنت لوئیس ) نقل مکان کردند، که خود مخفیانه به اسپانیا واگذار شده بود تا تبدیل به لوئیزیانا (اسپانیا جدید) شود. با این حال، بسیاری از شهرک نشینان باقی ماندند و انگلیسی ها به طور فعال برای بیرون راندن آنها تلاش نکردند.
در سال ۱۷۶۸، سرزمین های غربی الگنیس و جنوب اوهایو به مستعمرات چروکی ها در قرارداد هارد لیبر و شش ملت (قبیله) در معاهده فورت استنویکس واگذار شد. با این حال، چندین قبیله بومی دیگر، به ویژه شاونی و مینگو، به سکونت خود ادامه دادند و زمین های خود را که توسط قبایل دیگر به انگلیسی ها فروخته شده بود، ادعا کردند. این درگیری منجر به جنگ دانمور در ۱۷۷۴ شد، و با معاهده کمپ شارلوت به پایان رسید که در آن این قبایل موافقت کردند رودخانه اوهایو را به عنوان مرز جدید بپذیرند.
پس از خرید هندرسون بخش زیادی از کنتاکی چروکی ۱۷۷۵، محدودیت های شهرک سازی تبدیل به نقطه عطفی در جنگ انقلاب آمریکا شد. رئیس شورشی چروکی دراگون کانو با فروش موافقت نکرد، و همچنین دولت سلطنتی در لندن، استقرار در این منطقه را ممنوع اعلام کرد. به عنوان یک اقدام انقلابی در مخالفت با تاج، مهاجران پیشگام سفیدپوست در سال ۱۷۷۶ به کنتاکی سرازیر شدند، در حالی که در جنگ های چروکی و آمریکا با کشیدن کانو مقابله کردند، که تا ۱۷۹۴ ادامه یافت.

## انحلال
در منطقه سرزمین سرخپوستان در ایالات متحده فعلی، پس از تحت کنترل شدید قرار گرفتن کشور جدید، به تدریج توسط آمریکایی های اروپایی مستقر شد و به مناطق و ایالت ها تقسیم شد، با شروع از سرزمین شمال غربی . اکثر (اما نه همه) سرخپوستان در منطقه سرزمین قبلی تحت سیاست های حذف سرخپوستان غرب منتقل شدند. پس از خرید لوئیزیانا ، قانون مقابله با سرخپوستاندر سال ۱۸۳۴ قلمرو سرخپوستان در غرب رودخانه می سی سی پی به عنوان مقصد ایجاد کرد، تا زمانی که این منطقه نیز به مناطق و ایالت هایی برای استقرار اروپایی های آمریکایی تقسیم شد و تنها رزروهای مدرن سرخپوستان در محدوده ایالات ایالات متحده باقی ماند.